# José Ramón Nimo
José Ramón Nimo Maldonado (Sevilla, 11 de julio de 1959), fue un futbolista español que se desempeñaba como defensor.

## Clubes
| Club       | País   | Año         |
| ---------- | ------ | ----------- |
| Sevilla FC | España | 1979 - 1988 |
| Real Betis | España | 1988 - 1989 |

## Internacionalidades
- 1  vez internacional con España y 2 para la clasificación de los Juegos Olímpicos de Los Ángeles 1984.
- Debutó con la selección española en París el 5 de octubre de 1983 contra Francia.